# El Anseur
El Anseur (em árabe: العناصر) é uma cidade e comuna localizada na província de Bordj Bou Arreridj, Argélia. Segundo o censo de 2008, a população total da cidade era de 14 739 habitantes.